# Il cortile dell'ospedale di Arles
Il cortile dell'ospedale di Arles è un dipinto a olio su tela (74x92 cm) realizzato nel 1889 dal pittore Vincent van Gogh.
Fa parte della collezione Oskar Reinhart di Winterthur.
L'artista rappresenta il cortile giardino dell'Hotel-Dieu, l'antico ospedale di Arles, dove era ricoverato a forza tra il dicembre 1888 al maggio 1889 dopo il taglio dell'orecchio.

## Descrizione
Van Gogh fece un primo disegno del cortile dell'ospedale nel giugno 1889. Il punto di vista è quello dello stesso pittore dalla visuale della sua stanza al primo piano della struttura. Tra questo disegno e il dipinto finale sussistono poche differenze per quanto riguarda la composizione, un cambiamento operato da van Gogh fu quello di ingrandire la fontana centrale nel giardino. Abituato all'utilizzo del colore per rappresentare stati d'animo, le ombre blu e dorate usate da van Gogh nel dipinto sembrano suggerire malinconia. I colori giallo, arancio, rosso e verde nel quadro non sono così vividi e accesi come in altre opere del periodo di Arles, per esempio La camera di Vincent ad Arles.
Il cortile dell'ospedale di Arles è un capolavoro di palesamento silenzioso e sensibile della situazione dell'artista. Il quadro assume il tema della sua esperienza di prigionia, ma la pregnanza stilistica della tela non ne resta tuttavia influenzata. Davanti alla struttura ospedaliera, dove troviamo rappresentate sfarzose aiuole fiorite, segno di speranza e promessa di un futuro migliore e prosperoso, si innalzano i tronchi nodosi e intrecciati di tre pioppi. Per van Gogh l'ospedale non viene assolutamente inteso come una struttura accogliente ma una trappola che soffoca completamente la sua libertà. A riprova di ciò, a dispetto dell'esuberanza delle piante e degli alberi, la struttura dell'ospedale impedisce allo sguardo di vedere spazi aperti, contribuendo a sottolineare la claustrofobia e il bisogno di aria che il pittore all'epoca vagheggiava.

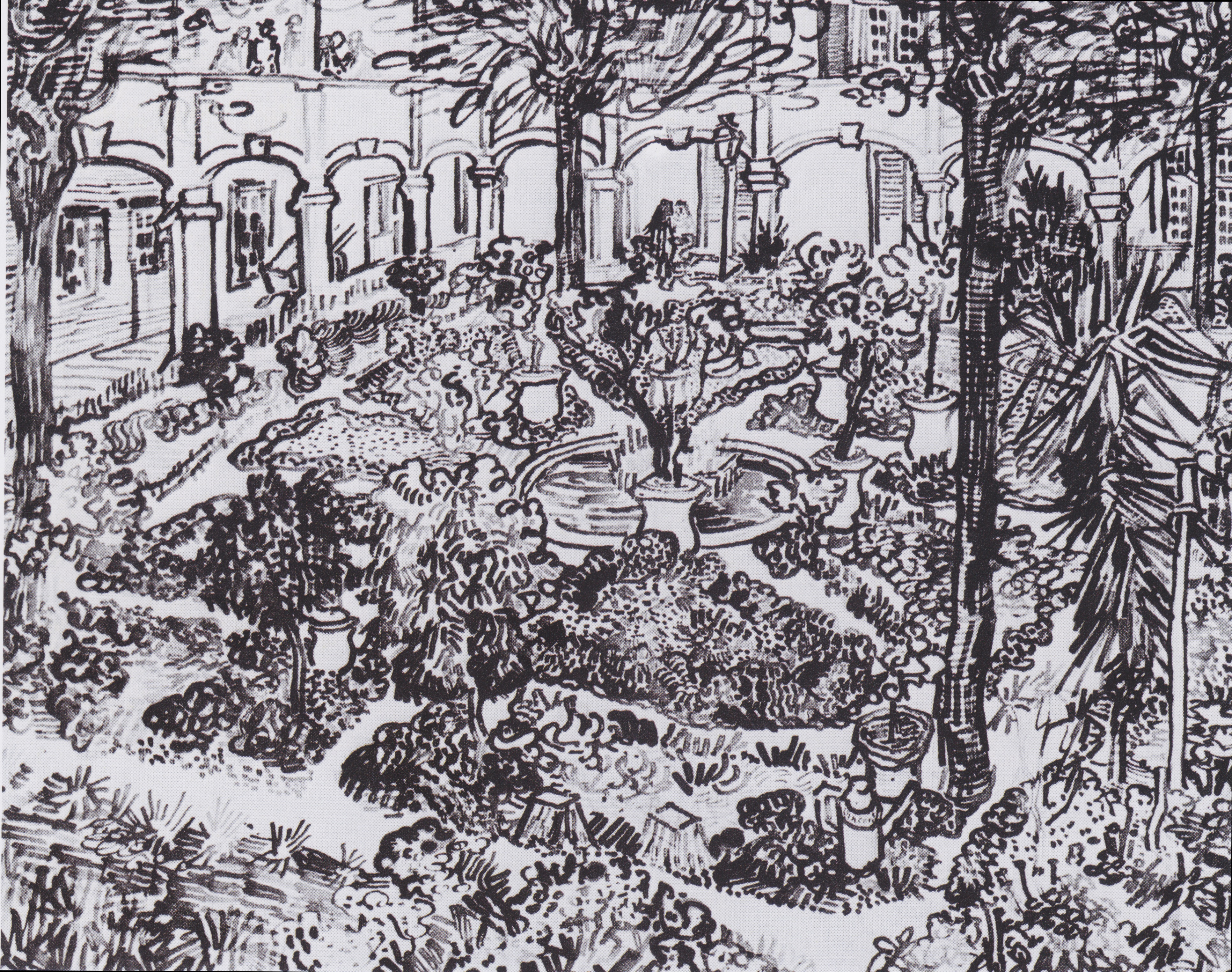
Giardino dell'ospedale di Arles Aprile 1889 Van Gogh Museum, Amsterdam (F1467)